# Weishan Hu (sjö)
Weishan Hu (kinesiska: 围山湖) är en sjö i Kina. Den ligger i den autonoma regionen Tibet, i den sydvästra delen av landet, omkring 720 kilometer norr om regionhuvudstaden Lhasa. Weishan Hu ligger 4 881 meter över havet. Arean är 19,8 kvadratkilometer. Den sträcker sig 6,3 kilometer i nord-sydlig riktning, och 8,7 kilometer i öst-västlig riktning.
Genomsnittlig årsnederbörd är 247 millimeter. Den regnigaste månaden är juni, med i genomsnitt 52 mm nederbörd, och den torraste är november, med 2 mm nederbörd.